# Sphex haemorrhoidalis
Sphex haemorrhoidalis là một loài côn trùng cánh màng trong họ Sphecidae, thuộc chi Sphex. Loài này được Fabricius miêu tả khoa học đầu tiên năm 1781.